# Радионовелла
Радионовелла (частный случай радиосериала) — одно из ранних проявлений жанра массовой культуры в радиодраматургии, предшественник современных теленовелл и телесериалов. Первые радиновеллы пользовались необычайной популярностью в Испании и странах Латинской Америки, поскольку они были совершенно аполитичны, не подрывали политическую жизнь страны и были более доступны неимущим слоям населения, не имевшим средств на покупку телевизора. Позднее художественные радионовеллы получили распространение в СССР и странах Европы, где до этого преобладали в основном музыкальные, научно-документальные, новостные и политические форматы.
В радионовелле, как частном случае радиосериала, все серии пронизаны одним сюжетом.

## Примеры
В 1991 «Всесоюзный конкурс радиодраматургии» присудил премию радионовелле «Обряд инициации» из пьесы «Поздний экипаж» (автор Арбатова, Мария Ивановна). В 90-х в формате радионовеллы в российских поездах можно было слушать и французский телесериал «Элен и ребята». Немецкая волна ныне транслирует радионовеллы «Юлия на пути к магистру», которая знакомит слушателей с жизнью студентов в Германии.